# Baseodiscus hemprichii
Baseodiscus hemprichii är en djurart som tillhör fylumet slemmaskar, och som först beskrevs av Ehrenberg 1831.  Baseodiscus hemprichii ingår i släktet Baseodiscus och familjen Valenciniidae. Inga underarter finns listade i Catalogue of Life.